# ジョン・H・マイケレス
ジョン・ハーシー・マイケレス（John Hersey Michaelis、1912年8月20日 - 1985年10月31日）は、アメリカ合衆国の軍人。

## 経歴
1931年、ペンシルベニア州のハイスクールを卒業した後、アメリカ陸軍に入隊。
1936年、陸軍士官学校卒業。
第2次世界大戦中は第101空挺師団参謀長。
朝鮮戦争に第27連隊長として参戦した。この戦争で従軍記者のマルグリート・ヒギンズがたびたび彼を取材したためアメリカで広く知られた存在となる。
1950年7月23日から28日にわたる報恩-黄澗の遅滞行動で北朝鮮第2師団に大打撃を与えた。打撃を受けた北朝鮮第2師団は8月攻勢に参加できなかった。釜山橋頭堡の戦いで第27連隊は第8軍の機動部隊として活躍した。
1951年1月15日、第27連隊のニックネームを取ったウルフハウンド作戦が実施され第27連隊は京釜本道を北上して威力偵察を行った。2月、ラウンド・アップ作戦が開始。第27連隊は京釜本道を突進し、国連軍の攻勢の発端となった。
1952年、陸軍士官学校生徒隊長。
1956年、少将。
1959年、中将。
1962年、第5軍団長。
1966年、第5軍司令官。
1969年、在韓第8軍司令官兼国連軍司令官、任大将。
1972年、軍を退役すると大韓航空の顧問に就任。
1976年、フロリダ州で隠棲。
1985年10月、ジョージア州クレイトンの病院で心臓麻痺により死去。

## 叙勲
- 殊勲十字章 1個（1950年10月4日[1]）
- 殊勲章 (アメリカ陸軍)（英語版） 2個（1966年4月/1969年3月6日[1]）
- シルバースター 2個（1944年/1951年[1]）
- レジオン・オブ・メリット - 4個（1945年？/1948年3月5日/1951年？/1959年9月10日[1]）